# Natalia Safronnikovová
Natalia Safronnikovová ( 28. února 1973) je bývalá běloruská atletka, běžkyně, halová mistryně světa v běhu na 200 metrů.

## Sportovní kariéra
V roce 2001 se stala halovou mistryní Běloruska v běhu na 60 metrů. Její čas 7,04 s znamenal nejlepší světový výkon této sezóny. O několik dnů později vybojovala bronzovou medaili v běhu na 200 metrů na halovém mistrovství světa. Největší úspěch pro ni znamenal titul halové mistryně světa v běhu na 200 metrů v roce 2004. Zlatou medaili získala po diskvalifikaci za doping Rusky Anastasije Kapačinské, která doběhla první do cíle.